# The Lemon Pipers
The Lemon Pipers sono stati un gruppo musicale statunitense di rock psichedelico e bubblegum pop attivo durante la seconda metà degli anni sessanta. Considerati tra i maggiori rappresentanti del genere bubblegum, i Lemon Pipers vengono principalmente ricordati per il loro singolo Green Tambourine (1967), entrato ai primi posti delle classifiche di vari Paesi.

## Storia
I Lemon Pipers vennero formati nel 1966 da alcuni studenti di Oxford (Ohio). Il gruppo era composto da Bill Albaugh (batteria), Bill Bartlett (voce e chitarra), Dale "Ivan" Browne (voce e chitarra), Bob "Reg" Nave (tastiera e voce) e Bob "Dude" Dudek (basso), presto sostituito da Steve Walmsley (basso). Alcuni dei loro membri avevano fatto parte di alcune formazioni locali come i Wombats, Ivan and the Sabres, e Tony and the Bandits. Prima di pubblicare il loro singolo di debutto Quiet Please (1966), i Lemon Pipers suonavano un misto di blues, hard rock e folk rock e reinterpretavano anche i brani dei Byrds e gli Who.
Dopo aver pubblicato il singolo di debutto Quiet Please nel 1966, il gruppo di Oxford, che si era intanto trasferito a Los Angeles, venne scritturato dall'etichetta Buddah Records e iniziò a suonare in vari auditorium degli USA. Il 21 marzo 1968 i Lemon Pipers condivisero il palco del Fillmore West di San Francisco con Traffic, Moby Grape e Spirit. Il primo brano dei Lemon Pipers uscito per la Buddah, Turn Around and Take a Look del 1967, non riuscì a entrare in classifica.
La successiva Green Tambourine, registrata nello stesso anno e composta da Paul Leka e Shelley Pinz del Brill Building per volere della Buddah, divenne il primo brano bubblegum a entrare al primo posto delle classifiche, e forse la prima traccia sulla droga a entrare nelle casistiche di vendita. Green Tambourine svettò le graduatorie di Billboard e Cashbox oltre a inserirsi in quelle di altri Paesi, tra cui il Regno Unito, dove raggiunse la settima posizione. In termini di vendite, Green Tambourine vendette oltre due milioni di copie e ottenne il disco d'oro nel febbraio del 1968. A causa del successo di Green Tambourine, la Buddah spronò la band a pubblicare altre canzoni attenendosi al registro commerciale di quel brano. Tale traccia non era però apprezzata dai membri della band per il sound da loro giudicato troppo commerciale e troppo poco rock.
Shelley e Pinz sono anche autori della seguente Rice Is Nice, pubblicata dai Lemon Pipers nel 1968 e inseritasi nelle classifiche statunitensi e britanniche. Nonostante ciò, la band non apprezzava però nemmeno tale brano perché lo riteneva troppo lontano dai suoi veri intenti.
Il divario che separa i gusti musicali dei Lemon Pipers dalle aspirazioni commerciali dell'etichetta è evidente nel primo album Green Tambourine, prodotto da Leka e licenziato nel 1968. Ciò è confermato dalla presenza di cinque brevi canzoni del duo Leka/Pinz e due brani di lunga durata scritti dalla band quali Fifty Year Void e Through With You, che supera gli otto minuti di durata. Un'altra traccia, Ask Me If I Care, è invece accreditata a Eric Ehrmann, che aveva precedentemente fatto parte della confraternita Delta Kappa Epsilon assieme al tastierista Nave e il batterista Albaugh. L'album ricevette giudizi entusiastici da Gary Pig Gold, co-autore del saggio Bubblegum is the Naked Truth. Nello stesso anno venne pubblicato un secondo album, Jungle Marmalade, contenente il timido successo Jelly Jungle.
Nel 1969 la band interruppe la collaborazione con la Buddah e si sciolse.
Durante gli anni settanta, Bartlett, Walmsley e Nave formarono gli Starstruck, nucleo originario dei Ram Jam.

## Formazione

### Ultima
- Bill Albaugh – batteria
- Bill Bartlett – voce, chitarra
- Dale "Ivan" Browne – voce, chitarra
- Bob "Reg" Nave – tastiera, voce
- Steve Walmsley – basso

### Ex membri
- Bob "Dude" Dudek – basso

## Discografia

### Album in studio
- 1968 – Green Tambourine
- 1968 – Jungle Marmalade

### Singoli
- 1966 – Quiet Please
- 1967 – Turn Around and Take a Look
- 1967 – Green Tambourine
- 1968 – Rice Is Nice
- 1968 – Jelly Jungle (of Orange Marmalade)
- 1968 – Wine and Violet
- 1968 – Love Beads and Meditation
- 1969 – Rainbow Tree
- 1969 – I Was Not Born To Follow